# Zápas na Letních olympijských hrách 1996 – muži, volný styl do 82 kg
Zápas ve volném stylu ve váhové kategorii do 82 kg probíhal na Letních olympijských hrách 1996 v Atlantě v Hale E Světového kongresového centra (Georgia World Congress Center). O medaile se utkalo celkem 21 zápasníků.

## Turnajové výsledky
Aplikován je systém na jednu porážku. Zlatý a stříbrný medailista vzejdou z hlavní tabulky. Poražení jdou do oprav, vítěz oprav získá bronzovou medaili.
- LV — Lopatkové vítězství
- KO — Kontumace z důvodu nenastoupení, zranění či diskvalifikace soupeře

### Hlavní tabulka

#### Kolo 1
|                         | Skóre  |                             |
| ----------------------- | ------ | --------------------------- |
| Hidekazu Jokojama (JPN) | LV     | Nicolae Ghiţă (ROU)         |
| Orlando Rosa (PUR)      | 1 - 3  | Serhij Hubrynjuk (UKR)      |
| Aleksandr Savko (BLR)   | 2 - 3  | Les Gutches (USA)           |
| Elmadi Žabrailov (KAZ)  | 4 - 1  | Magomed Ibragimov (AZE)     |
| Lucman Žabrailov (MDA)  | 10 - 0 | Cris Brown (AUS)            |
| Plamen Penev (BUL)      | 1 - 3  | Ariel Ramos (CUB)           |
| Alioune Diouf (SEN)     | 0 - 3  | Chadžimurad Magomedov (RUS) |
| Amír'rezá Chádem (IRI)  | 3 - 0  | Avtandil Gogolišvili (GEO)  |
| Sebahattin Öztürk (TUR) | 2 - 3  | Ruslan Chinčagov (UZB)      |
| László Dvorák (HUN)     | 6 - 2  | Luis Varela (VEN)           |
| Jang Hjon-mo (KOR)      |        | Bye                         |

#### Osmifinále
|                        | Skóre  |                             |
| ---------------------- | ------ | --------------------------- |
| Jang Hjon-mo (KOR)     | 4 - 2  | Hidekazu Jokojama (JPN)     |
| Serhij Hubrynjuk (UKR) | 0 - 4  | Les Gutches (USA)           |
| Elmadi Žabrailov (KAZ) | 10 - 8 | Lucman Žabrailov (MDA)      |
| Ariel Ramos (CUB)      | 4 - 7  | Chadžimurad Magomedov (RUS) |
| Amír'rezá Chádem (IRI) | 1 - 0  | Ruslan Chinčagov (UZB)      |
| László Dvorák (HUN)    |        | Bye                         |

#### Čtvrtfinále
|                             | Skóre |                        |
| --------------------------- | ----- | ---------------------- |
| László Dvorák (HUN)         | 0 - 2 | Jang Hjon-mo (KOR)     |
| Les Gutches (USA)           | 1 - 2 | Elmadi Žabrailov (KAZ) |
| Chadžimurad Magomedov (RUS) |       | Bye                    |
| Amír'rezá Chádem (IRI)      |       | Bye                    |

#### Semifinále
|                             | Skóre |                        |
| --------------------------- | ----- | ---------------------- |
| Jang Hjon-mo (KOR)          | 3 - 2 | Elmadi Žabrailov (KAZ) |
| Chadžimurad Magomedov (RUS) | 4 - 0 | Amír'rezá Chádem (IRI) |

#### Finále
|                    | Skóre |                             |
| ------------------ | ----- | --------------------------- |
| Jang Hjon-mo (KOR) | 1 - 2 | Chadžimurad Magomedov (RUS) |

### Opravy

#### Kolo 2
|                         | Skóre |                            |
| ----------------------- | ----- | -------------------------- |
| Nicolae Ghiţă (ROU)     | 4 - 3 | Orlando Rosa (PUR)         |
| Aleksandr Savko (BLR)   | 0 - 5 | Magomed Ibragimov (AZE)    |
| Cris Brown (AUS)        | 2 - 8 | Plamen Penev (BUL)         |
| Alioune Diouf (SEN)     | 2 - 6 | Avtandil Gogolišvili (GEO) |
| Sebahattin Öztürk (TUR) | 5 - 2 | Luis Varela (VEN)          |

#### Kolo 3
|                         | Skóre |                            |
| ----------------------- | ----- | -------------------------- |
| Nicolae Ghiţă (ROU)     | 3 - 5 | Magomed Ibragimov (AZE)    |
| Plamen Penev (BUL)      | 1 - 4 | Avtandil Gogolišvili (GEO) |
| Sebahattin Öztürk (TUR) | 7 - 1 | Hidekazu Jokojama (JPN)    |
| Serhij Hubrynjuk (UKR)  | 0 - 3 | Lucman Žabrailov (MDA)     |
| Ariel Ramos (CUB)       | 3 - 2 | Ruslan Chinčagov (UZB)     |

#### Kolo 4
|                         | Skóre |                            |
| ----------------------- | ----- | -------------------------- |
| Magomed Ibragimov (AZE) | 6 - 4 | Avtandil Gogolišvili (GEO) |
| Sebahattin Öztürk (TUR) | 5 - 1 | Lucman Žabrailov (MDA)     |
| Ariel Ramos (CUB)       | 3 - 1 | László Dvorák (HUN)        |
| Les Gutches (USA)       |       | Bye                        |

#### Kolo 5
|                         | Skóre |                         |
| ----------------------- | ----- | ----------------------- |
| Les Gutches (USA)       | 2 - 3 | Magomed Ibragimov (AZE) |
| Sebahattin Öztürk (TUR) | 5 - 4 | Ariel Ramos (CUB)       |

#### Kolo 6
|                         | Skóre |                         |
| ----------------------- | ----- | ----------------------- |
| Elmadi Žabrailov (KAZ)  | KO    | Sebahattin Öztürk (TUR) |
| Magomed Ibragimov (AZE) | 0 - 3 | Amír'rezá Chádem (IRI)  |

#### Zápas o 3. místo
|                         | Skóre |                        |
| ----------------------- | ----- | ---------------------- |
| Sebahattin Öztürk (TUR) | 0 - 0 | Amír'rezá Chádem (IRI) |

### Zápasy o umístění
|                        | Skóre            |                         |
| Zápas o 7. místo       | Zápas o 7. místo | Zápas o 7. místo        |
| ---------------------- | ---------------- | ----------------------- |
| Les Gutches (USA)      | 3–0              | Ariel Ramos (CUB)       |
| Zápas o 5. místo       |                  |                         |
| Elmadi Žabrailov (KAZ) | LV               | Magomed Ibragimov (AZE) |

## Finálové pořadí
1. Chadžimurad Magomedov (RUS)
2. Jang Hjon-mo (KOR)
3. Amír'rezá Chádem (IRI)
4. Sebahattin Öztürk (TUR)
5. Magomed Ibragimov (AZE)
6. Elmadi Žabrailov (KAZ)
7. Les Gutches (USA)
8. Ariel Ramos (CUB)
9. Lucman Žabrailov (MDA)
10. Avtandil Gogolišvili (GEO)
11. Hidekazu Jokojama (JPN)
12. Plamen Penev (BUL)
13. Nicolae Ghiţă (ROU)
14. László Dvorák (HUN)
15. Ruslan Chinčagov (UZB)
16. Serhij Hubrynjuk (UKR)
17. Orlando Rosa (PUR) a  Luis Varela (VEN)

19.  Cris Brown (AUS) a  Aleksandr Savko (BLR)
21.  Alioune Diouf (SEN)